# 扎夫拉日耶农村居民点
扎夫拉日耶农村居民点（俄语：Завражское сельское поселение）是俄罗斯联邦沃洛格达州尼科利斯克区所属的一个农村居民点。其下辖有15个居民点，行政中心为扎夫拉日耶。据2015年统计，该农村居民点的人口为1194人。